# Liste der Monuments historiques in La Chaussée-sur-Marne
Die Liste der Monuments historiques in La Chaussée-sur-Marne führt die Monuments historiques in der französischen Gemeinde La Chaussée-sur-Marne auf.

## Liste der Immobilien
| Bezeichnung                                   | Beschreibung                | Standort                             | Kennzeichnung | Schutzstatus | Datum | Bild           |
| --------------------------------------------- | --------------------------- | ------------------------------------ | ------------- | ------------ | ----- | -------------- |
| Kirche St-Pierre                              | aus dem 12. Jahrhundert     | Coulmiers, ruelle de l’Église (Lage) | PA00078664    | Classé       | 1930  | weitere Bilder |
| Archäologische Fundstätte Les Prés La Linotte | hallstattzeitliche Siedlung | Mutigny, westlich des Ortes (Lage)   | PA51000001    | Inscrit      | 1996  |                |

## Liste der Objekte
| Bezeichnung                    | Beschreibung                                                        | Standort                                  | Kennzeichnung | Schutzstatus | Datum | Bild |
| ------------------------------ | ------------------------------------------------------------------- | ----------------------------------------- | ------------- | ------------ | ----- | ---- |
| Skulptur Madonna mit Kind      | Holz, Ende des 18. Jahrhunderts                                     | Mutigny, in der Kirche St-Martin (Lage)   | PM51000281    | Classé       | 1968  |      |
| Taufbecken                     | Stein, Kupferschale, Holzdeckel, 18. Jahrhundert                    | Coulmiers, in der Kirche St-Pierre (Lage) | PM51002389    | Inscrit      | 1976  |      |
| Glocke                         | Bronze, 1523 gegossen                                               | Mutigny, in der Kirche St-Martin (Lage)   | PM51001300    | Classé       | 1991  |      |
| Skulptur Petrus                | Holz, 18. Jahrhundert                                               | Coulmiers, in der Kirche St-Pierre (Lage) | PM51003138    | Inscrit      | 1982  |      |
| Kruzifix                       | Holz, farbig gefasst, 17. Jahrhundert                               | Mutigny, in der Kirche St-Martin (Lage)   | PM51002388    | Inscrit      | 1976  |      |
| Zwei Putti                     | Holz, 18. Jahrhundert; in der Kirche St-Martin in Mutugny deponiert | Coulmiers, in der Kirche St-Pierre (Lage) | PM51003139    | Inscrit      | 1982  |      |
| Zwei Skulpturen: Betende Engel | Holz, 18. Jahrhundert                                               | Coulmiers, in der Kirche St-Pierre (Lage) | PM51003137    | Inscrit      | 1982  |      |